# Kanzlerfeld
Das Kanzlerfeld ist ein Stadtteil im Nordwesten der Stadt Braunschweig. Der Name rührt von einer alten Flurbezeichnung her.

## Geografie
Es wird im Westen vom Gelände des Johann Heinrich von Thünen-Instituts, des Julius Kühn-Instituts und des Friedrich-Loeffler-Instituts, ehemals das Gelände der Bundesforschungsanstalt für Landwirtschaft (FAL), begrenzt, im Norden von der Physikalisch-Technischen Bundesanstalt (PTB), im Süden vom Ölper Holz und dem von Pawelschen Holz sowie im Westen vom Lammer Bruch und der Siedlung Lamme-Tiergarten.
Das Kanzlerfeld liegt auf dem Buchenberg (73 m ü. NN).

## Geschichte
1771 erscheint eine Flurbezeichnung "Das Kanzlerfeld" in einer Urkunde, mit der das Gelände als herzogliches Lehen ausgewiesen war.
Über die Herkunft dieses Namens gibt es keine gesicherten Erkenntnisse. Eine mögliche Erklärung geht auf den früheren Stadtbaurat Konrad Wiese zurück: Dort, wo sich heute an einer Ausbuchtung der 90-Meter-Höhenlinie die kleine Aussichtsterrasse "Brockenblick" befindet, schiebt sich das Gelände kanzelartig mit Gefälle nach Südwesten vor.
Bis in die 1930er Jahre verlief die Landstraße von Braunschweig nach Bortfeld quer durch die Flur des Kanzlerfeldes und weiter durch das Rischauer Holz bis zum alten Dorfe Rischau. Mit der Errichtung der Luftfahrt-Forschungsanstalt Hermann Göring (heute von Thünen-Institut) wurden die Flächen um das Rischauer Holz eingefriedet – einschließlich eines Abschnittes der alten Landstraße. Bortfeld erhielt mit einer neuen Landstraße die Anbindung an die Bundesallee und damit weiterführend über die Saarstraße an die Stadt.
Damals reichte der Blick vom Buchenberg in der Gemarkung Ölper über flachwellige, vielfältig wechselnde Ackerfluren weit nach Südwesten, unterbrochen lediglich durch die jungen Lindenreihen an der Bundesallee.
Anfang der 60er Jahre wurde mit den Planungen eines kleinen Neubaugebietes mit dem Namen Kanzlerfeld begonnen. Landläufig war damals von "Physikerviertel" die Rede, da die Idee zu dieser Planung auf eine Forderung der PTB zurückging, deren Bedienstete nachfolgend auch den überwiegenden Teil der Bauinteressenten stellten. Baubeginn war 1962.
Ungünstige Grenzführungen zwischen Stadt und Landkreis Braunschweig behinderten seinerzeit der nachhaltig angestrebten Erweiterung der Siedlung Kanzlerfeld. Das später so genannte „alte Kanzlerfeld“ ragte in das Hoheitsgebiet des Landkreises hinein. Daher kam es 1969 zum Gebietstausch- und Grenzänderungsvertrag zwischen der Stadt und der Gemeinde Watenbüttel, die im Austausch städtische Flächen in der Okerniederung erhielt.
Hochrangige Städtebauer und Architekten mit preisgekrönten Entwürfen waren an Planungen innerhalb des Kanzlerfeldes beteiligt, wie etwa die Professoren Friedel Stracke (Südwest-Viertel), Zdenko Strižić (schwarze Häuser) oder Dieter Quiram (Wicherngemeindezentrum).
In fünf unterschiedlichen Bauabschnitten entstanden ab 1962 Einfamilienhäuser, Einfamilienhausgruppen und Mehrfamilienhäuser. Die Siedlung wurde nach dem städtebaulichen Prinzip der Gartenstadt angelegt und blieb von der Kernstadt durch einen Grüngürtel getrennt.
Ab Mai 2010 entstand im Nordosten des Kanzlerfeldes ein weiteres Baugebiet „Am Buchenberg“. Die Besonderheit dieses Baugebietes liegt in der Nutzung der Solarthermie und ihrer finanziellen Förderung durch die Stadt Braunschweig.

## Demografie
Das Kanzlerfeld hat 3.882 Einwohner. Es ist Bestandteil des Stadtbezirkes 321 – Lehndorf-Watenbüttel und bildet den statistischen Bezirk 32 der Stadt Braunschweig.

## Kirchengemeinden
Das Kanzlerfeld gehört zusammen mit Lehndorf der Wichern-Gemeinde an. Im Kanzlerfeld gibt es das Wichernhaus, in Lehndorf die Wichernkirche.
Für die Kanzlerfelder Katholiken ist die Heilig-Geist-Kirche in Lehndorf zuständig.

## Besonderheiten
Im Kanzlerfeld gibt es viele Einfamilienhäuser. Der Stadtteil gehört, als Teil des nordwestlichen Stadtgebiets zusammen mit Watenbüttel, Völkenrode und Timmerlah, zur „gehobenen“ Wohnlage. Im südwestlichen Kanzlerfeld befindet sich ein Öko-Haus. Der alte Teil des Kanzlerfelds besteht zum Teil aus Mehrfamilienhäusern mit viel Grün (Wiesen und einzelne Bäume) um die Mehrfamilienblöcke.
Direkt an das Kanzlerfeld angrenzend liegen die Physikalisch-Technische Bundesanstalt sowie die Institute Johann Heinrich von Thünen-Institut, Julius Kühn-Institut und Friedrich-Loeffler-Institut.

## Straßennamen
Der älteste Teil des Kanzlerfeldes (1962 ff.) ist nach Naturwissenschaftlern benannt (Ohm, Gassner, Dießelhorst, Carl Pfleiderer, Beckurts, Knapp, Wöhler). Hier stehen überwiegend Einfamilienhäuser sowie Mehrfamilienhäuser umgeben von viel Grün.
Ein weiterer Teil des Kanzlerfeldes (1973 ff.) ist nach Medizinern benannt (Paracelsus, Sauerbruch). Dieser Teil ist vorwiegend mit Bungalows und Reihenhäusern bebaut sowie mit Mehrfamilienhäusern und einem Einkaufszentrum.
Ein anderer Teil (1979 ff.) ist wiederum nach Naturwissenschaftlern benannt (Windaus, Baeyer, Diels, Willstätter, Haber usw.). Hier stehen Einfamilienhäuser und Reihenhäuser.
Von den jüngeren Teilen ist der eine (1984 ff.) nach Widerstandskämpfern in der Zeit des Nationalsozialismus benannt (Olbricht, Stauffenberg, Leber, Harnack und andere), der andere (1995 ff.) nach bedeutenden Frauen in der deutschen Geschichte (zum Beispiel: Dorothea Erxleben, Hedwig Kohn). Hier wurden Einfamilienhäuser und Reihenhäuser mit Erbbaurecht gebaut.

## Persönlichkeiten
Die Architektin und Heimatforscherin Gunnhild Ruben (1926–2012) war 24 Jahre Ortsheimatpflegerin von Kanzlerfeld.